# Хроника о происхождении герцогов Брабанта
Хроника о происхождении герцогов Брабанта (лат. Chronica de origine ducum Brabantiae) — историческое сочинение, написанное неизвестным автором в конце XIII — начале XIV веков и, главным образом, прославляющее брабантского герцога Жана I.

Часть сведений восходит к «Хронике» Сигиберта из Жамблу, его продолжения и дополнения, а также к Аффлигемскому дополнению, к «Генеалогии герцогов Брабанта, наследников Франции» и к «Расширенной генеалогии». Также часть сведений была заимствована из «Аффлигемской хроники» и ряда других источников.
Сохранилась в рукописи XV века. Повествует о предках правителей Брабанта от времён Приама и Хлодвига, доводя изложение до Жана I.

## Издания
- Chronica de origine ducum Brabantiae // MGH, SS. Bd. XXV. Hannover. 1880, p. 405—413[2].

## Переводы на русский язык
- 37-53 главы «Хроники о происхождении герцогов Брабанта» в переводе И. М. Дьяконова на сайте Восточная литература